# Coureur des bois

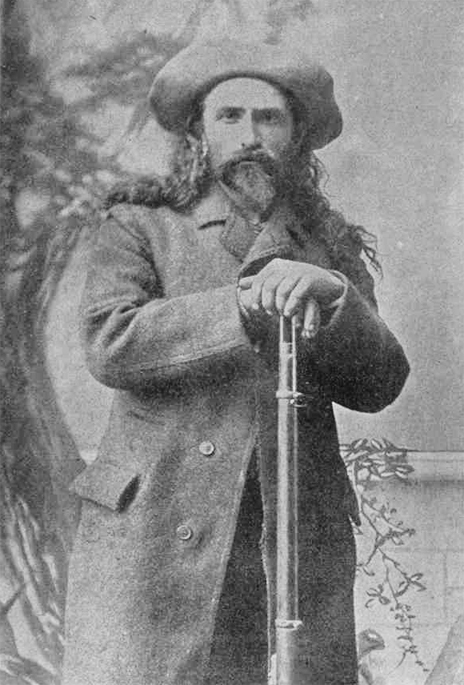
Pierre Le Royer, Coureur des bois - 1889.

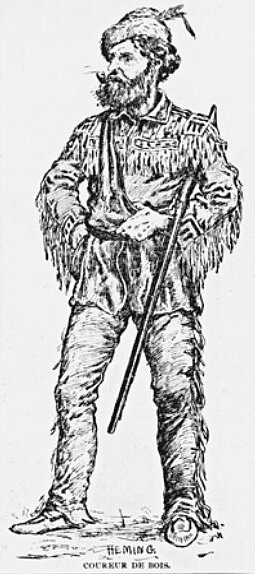
Coureur des bois - xilografia di Arthur Heming.

Il coureur des bois (letteralmente "corridore dei boschi") era un contrabbandiere della Nuova Francia implicato nel commercio delle pelli con gli amerindiani.

## Storia
Nel Seicento il commercio delle pelli con gli amerindiani era un affare molto lucroso in Nuova Francia. La competizione era feroce e molti coloni si avventuravano fuori dai territori colonizzati di Montréal verso ovest e a nord per stabilire dei contatti amichevoli con gli amerindiani, allo scopo di commerciare direttamente con loro a discapito delle Autorità.
I coureurs des bois non erano percepiti positivamente dalle autorità di Montreal e dagli ufficiali del re. Questi infatti non vedevano di buon occhio chi lasciava le aree agricole per cercare fortuna con questo commercio. Le autorità francesi preferivano che il trasporto delle pellicce fosse gestito dagli Amerindiani, piuttosto che da commercianti indipendenti e non regolati che portavano pelli in abbondanza, tanto che il mercato era saturo. Il traffico delle pellicce scalzò il ruolo di Montreal come punto centrale del commercio di questo tipo di mercanzia - dove i commercianti scambiavano le pelli di castoro, con vestiti, armi da fuoco e pentole in rame per la cucina. Certi commercianti clandestini causarono problemi, poiché scambiavano l'alcool con le pellicce .
Alcune ordinanze regie furono emanate allo scopo di regolare il commercio. Tra il 1674 e il 1690 fu proibito commerciare nei boschi con la minaccia di pena pecuniaria alla prima infrazione, e della condanna alla prigione alla seconda. Nel 1696, e poi dal 1729 fino alla caduta della Nuova Francia fu instaurato il sistema dei congè, ossia di rilascio di un numero prestabilito di permessi, al fine di limitare il numero di coureurs des bois autorizzati a commerciare, registrandoli ufficialmente. Tuttavia questi congè erano venduti dal governo coloniale e comprati in blocco da mercanti, commercianti e membri della classe dirigente che avevano degli interessi nella tratta delle pellicce, i quali poi li redistribuivano a dei collaboratori che non venivano registrati. Questa legittimazione creò una seconda generazione di coureurs des bois: i voyageurs.

## Celebrità
Alcuni coureurs des bois divennero famosi:
- Étienne Brûlé
- Jean-Baptiste Chalifoux
- Guillaume Couture
- Médard des Groseilliers
- Louis Joliet
- Jean Nicolet
- Jacques de Noyon
- Pierre-Esprit Radisson